# Station Stenstrup
Station Stenstrup is een spoorweghalte in de Deense plaats Stenstrup. De halte ligt aan de lijn Odense - Svendborg. Oorspronkelijk was Stenstrup een station dat dateerde uit 1876. Het stationsgebouw werd in 2005 gesloopt, er staat nu enkel nog een abri.